# Заключний протокол
Заключний протокол — угода від 7 вересня 1901 між Імперією Цін і 11 державами (Німеччина, Австро-Угорщина, Бельгія, Іспанія, США, Франція, Велика Британія, Італія, Японія, Нідерланди та Росія), які брали участь у придушенні Боксерського повстання.
За угодою Китай зобов'язався:
- Послати в Німеччину спеціального посла для вибачення за вбивство німецького посла К. фон Кеттелера, а також поставити йому памятник.
- Послати до Японії спеціального посла для вибачення за вбивство співробітника японської місії Сугіями.
- Покарати лідерів повстання.
- Поставити пам'ятники на розгромлених іноземних кладовищах.
- Заборонити протягом 2 років ввезення зброї та боєприпасів до Китаю.
- Сплатити контрибуцію в сумі 450 млн. лян.
- Допустити постійну військову охорону в посольському кварталі та ін.